# Liste der Baudenkmale in Lauenbrück
In der Liste der Baudenkmale in Lauenbrück sind alle Baudenkmale der niedersächsischen Gemeinde Lauenbrück aufgelistet. Die Quelle der Baudenkmale ist der Denkmalatlas Niedersachsen. Der Stand der Liste ist der 9. Oktober 2020.

## Allgemein
In den Spalten befinden sich folgende Informationen:
- Lage: die Adresse des Baudenkmales und die geographischen Koordinaten. Kartenansicht, um Koordinaten zu setzen. In der Kartenansicht sind Baudenkmale ohne Koordinaten mit einem roten Marker dargestellt und können in der Karte gesetzt werden. Baudenkmale ohne Bild sind mit einem blauen Marker gekennzeichnet, Baudenkmale mit Bild mit einem grünen Marker.
- Bezeichnung: Bezeichnung des Baudenkmales
- Beschreibung: die Beschreibung des Baudenkmales. Unter § 3 Abs. 2 NDSchG werden Einzeldenkmale und unter § 3 Abs. 3 NDSchG Gruppen baulicher Anlagen und deren Bestandteile ausgewiesen.
- ID: die Objekt-ID des Baudenkmales
- Bild: ein Bild des Baudenkmales, ggf. zusätzlich mit einem Link zu weiteren Fotos des Baudenkmals im Medienarchiv Wikimedia Commons. Wenn man auf das Kamerasymbol klickt, können Fotos zu Baudenkmalen aus dieser Liste hochgeladen werden:

## Lauenbrück

### Einzelbaudenkmal
| Lage                                    | Bezeichnung | Beschreibung                                                                                                   | ID       | Bild |
| --------------------------------------- | ----------- | --- | -------- | ---- |
| Rittergut 1 53° 12′ 13″ N, 9° 32′ 46″ O | Herrenhaus  | Auf dem Rittergut von Bothmer um 1870 errichteter zweigeschossiger Bau in Backsteinbau unter einem Satteldach. | 50404988 | BW   |

### Ehemaliges Baudenkmal
| Lage                                      | Bezeichnung | Beschreibung | ID       | Bild           |
| ----------------------------------------- | ----------- | --- | -------- | -------------- |
| An der Kirche 53° 12′ 10″ N, 9° 33′ 13″ O | Kirche      | Die Martin-Luther-Kirche wurde nach den Entwürfen von Eberhard Gildemeister von 1955 bis 1957 neben dem Friedhof unter einem Satteldach mit konischem Dachreiter errichtet. Das Satteldach ist im südlichen Bereich bis zum Boden verlängert. 2003 wurde das Gebäude nicht mehr als Denkmal im Verzeichnis geführt. | 31026985 | Weitere Bilder |